# یانچو دیمیتروف
یانچو دیمیتروف (انگلیسی: Yancho Dimitrov; ۱۱ مارس ۱۹۴۳ – ۴ دسامبر ۱۹۹۲) بازیکن فوتبال بود.
وی همچنین در تیم ملی فوتبال بلغارستان بازی کرده‌است.